# 醫學翻譯
醫學翻譯（Medical translation）是指翻譯有關藥物、醫療設備或是醫療相關的技術文件、法規文件、臨床文件或是行銷文件，軟體或是訓練資料等。世界上大部份國家都要求醫療設備或是藥物的標籤及說明資料需要翻譯為該國的語言。此外，進行臨床實驗時，相關的文件也需要翻譯，讓當地的醫師、病患以及主管機關可以閱讀相關內容。執照核准許可（Regulatory approval submission）一般也會需要翻譯。
因為醫學文件高度技術性、敏感性以及規範性的特點，在翻譯醫學文件時，除了語言及文字上的技巧外，也需要特別的訓練以及瞭解其主題知識。

## 步驟
醫學翻譯可以視為是有許多步驟的程序，會包括以下的步驟：
- 從來源資料及格式中提取要翻譯的文字
- 翻譯 – 將來源文字轉換為目的語言的文字
- 編輯 – 由另一個人閱讀及審閱，確認內容使用的術語、格式以及語氣都是適當的。
- 發布 – 將翻譯內容放回原始的格式中（例如word文件、網頁、線上學習資料等）
- 校對 – 確認在所需格式中的翻譯後內容和原文沒有出入，沒有錯字，換行及換頁也都正確。
- 國內審查 – 由以目的語言為母語的專家再審核翻譯內容，確認符合所有相關的規範。

## 品質及標準
有鑑於醫學用詞生死攸關，因此醫學類的翻譯相當重視翻譯品質。
國際醫學產業已高度的制度化，需要翻譯服務的公司一般會選擇有以下標準認證，或是符合以下標準的翻譯公司：
- EN 15038（英语：EN 15038） – 翻譯公司品質的歐洲標準（翻譯品質標準（英语：Translation-quality standards））
- ISO 9001 – 品質系統標準
- ISO 13485（英语：ISO 13485） – 醫療器材製造總體標準

## 外部連結
- The Challenges of Selling in Multiple Markets （页面存档备份，存于）